# Киллер в отставке
«Киллер в отставке» (англ. Old Guy) — американский комедийный боевик режиссёра Саймона Уэста по сценарию Грега Джонсона, вышедший в 2024 году. Главные роли в фильме исполнили Кристоф Вальц, Люси Лиу и Купер Хоффман.

## Сюжет
Наёмный убийца Дэнни Долински по-прежнему уверен, что он лучший в своем деле. Застряв в тупике и добиваясь любви менеджера клуба Анаты, Дэнни очень рад, когда компания возвращает его в строй, но только для того, чтобы обучить новичка поколения Z Вихльборга, вундеркинда-убийцу. Пара получает задание ликвидировать ведущих членов конкурирующего преступного синдиката и в процессе раскрыть истинный мотив своего работодателя: устранить старую гвардию путем полного поглощения. Однако компания не ожидала, что опыт Дэнни в сочетании с гениальностью новичка создадут столь маловероятную связь, которая позволит им, при помощи Анаты, обернуть обстоятельства против компании.

## В ролях
- Кристоф Вальц — Дэнни Долински[2]
- Люси Лью — Аната
- Купер Хоффман — Вихльборг
- Десмонд Иствуд.

## Производство и премьера
О начале работы над фильмом стало известно в январе 2023 года. Производством фильма займутся кинокомпании Highland Film Group и Dark Castle Entertainment. Главную роль в фильме получил Кристоф Вальц. В апреле 2023 г. стало известно, что к актёрскому составу присоединились Люси Лиу, Купер Хоффман и Десмонд Иствуд.
Съёмки начались в Белфасте весной 2023 года.
В марте 2024 года компания The Avenue приобрела права на североамериканский прокат фильма. Премьера фильма состоялась на кинофестивале в Ньюпорт-Бич 17 октября 2024 года на Fashion Island.